# OSTM1
OSTM1 (англ. Osteopetrosis associated transmembrane protein 1) – білок, який кодується однойменним геном, розташованим у людей на короткому плечі 6-ї хромосоми. Довжина поліпептидного ланцюга білка становить 334 амінокислот, а молекулярна маса — 37 257.
| 10         |  | 20         |  | 30         |  | 40         |  | 50         |
| ---------- |  | ---------- |  | ---------- |  | ---------- |  | ---------- |
| MEPGPTAAQR |  | RCSLPPWLPL |  | GLLLWSGLAL |  | GALPFGSSPH |  | RVFHDLLSEQ |
| QLLEVEDLSL |  | SLLQGGGLGP |  | LSLPPDLPDL |  | DPECRELLLD |  | FANSSAELTG |
| CLVRSARPVR |  | LCQTCYPLFQ |  | QVVSKMDNIS |  | RAAGNTSESQ |  | SCARSLLMAD |
| RMQIVVILSE |  | FFNTTWQEAN |  | CANCLTNNSE |  | ELSNSTVYFL |  | NLFNHTLTCF |
| EHNLQGNAHS |  | LLQTKNYSEV |  | CKNCREAYKT |  | LSSLYSEMQK |  | MNELENKAEP |
| GTHLCIDVED |  | AMNITRKLWS |  | RTFNCSVPCS |  | DTVPVIAVSV |  | FILFLPVVFY |
| LSSFLHSEQK |  | KRKLILPKRL |  | KSSTSFANIQ |  | ENSN       |  |            |

A: Аланін

C: Цистеїн

D: Аспарагінова кислота

E: Глутамінова кислота

F: Фенілаланін

G: Гліцин

H: Гістидин

I: Ізолейцин

K: Лізин

L: Лейцин

M: Метіонін

N: Аспарагін

P: Пролін

Q: Глутамін

R: Аргінін

S: Серин

T: Треонін

V: Валін

W: Триптофан

Кодований геном білок за функцією належить до фосфопротеїнів. 
Локалізований у мембрані, лізосомі.